# Mabea angularis
Mabea angularis är en törelväxtart som beskrevs av Hollander. Mabea angularis ingår i släktet Mabea och familjen törelväxter. Inga underarter finns listade i Catalogue of Life.